# Calamopus tenebrarum
Calamopus tenebrarum là một loài nhện trong họ Miturgidae.
Loài này thuộc chi Calamopus. Calamopus tenebrarum được Christa L. Deeleman-Reinhold miêu tả năm 2001.